# 니콜체 노베스키
니콜체 노베스키(마케도니아어: Николче Новески, Nikolče Noveski, 1979년 4월 28일 비톨라 ~ )는 마케도니아 공화국의 전 축구 선수로, 독일 분데스리가의 1. FSV 마인츠 05에서 수비수로 11년간 활약하다가 2015년 고별식을 가졌다.
노베스키는 2005-06 시즌 2골을 득점하였다. 마인츠의 2005-06 시즌 UEFA컵에서 그는 6번 출장하였다. 그는 또한 마케도니아 공화국 축구 국가대표팀의 일원으로 2006년 FIFA 월드컵 예선을 시작으로 45번 출장하고, 2골을 득점하였다.
노베스키는 2009-10 시즌의 9위를 하는데 34번의 리그 경기 중 33번을 출장하여 큰 공헌을 하였다. 1. FSV 마인츠 05의 주장이기도 하였다.